# Justin Gordon (acteur)

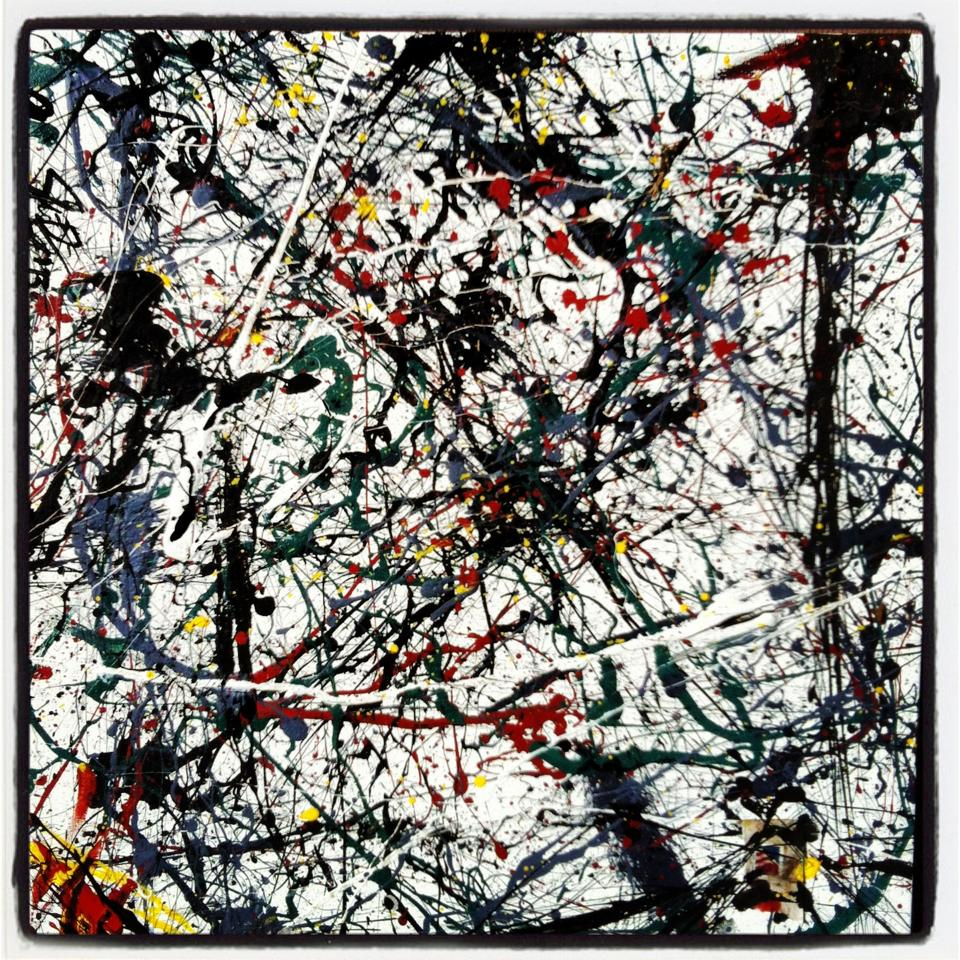
"Sunday No. 3", een schilderij van Justin Gordon

Justin Gordon (Bakersfield, 31 oktober 1978) is een Amerikaans acteur, filmproducent en kunstschilder.

## Biografie
Gordon werd geboren als Justin Matthew Pettit op 31 oktober 1978 in Bakersfield (Californië) en groeide op in het kleine stadje Posey in de Sierra Nevada. Hij behaalde zijn Master of Fine Arts aan de Universiteit van Illinois te Urbana-Champaign, terwijl hij werkte in regionale theaters overal in de Verenigde Staten.
In 2009 verhuisde hij naar Los Angeles. Zijn eerste grote filmrol was in de horrorfilm Absentia uit 2011 van Mike Flanagan. Sindsdien is hij nog in twee andere films van Mike Flanagan verschenen: Oculus en Before I Wake.
Naast zijn werk in film en theater is Gordon een fervent kunstschilder. Hij maakt action painting-werken, een stijl die vooral populair is geworden onder kunstenaars als Jackson Pollock en Franz Kline.